# 安住の地 (映画)
『安住の地』（あんじゅうのち）は、木村緩菜監督の日本映画。2023年11月28日劇場公開。

## 概要
「OP PICTURES新人監督発掘プロジェクト2022」で優秀賞を受賞した木村緩菜の監督作品。「OP PICTURES+フェス2023」作品の1本として劇場公開。
短編映画『醒めてまぼろし』（2021年）『通夜のまえに』（2023年）で数々の映画賞にノミネートしたの木村が初めて長編を手掛ける。作品タイトルとは裏腹に「安住の地なんてものは存在しなくて、でもそれを探せば探すほど見えないことに気がついていく」ことが時制の入れ替え、省略なども交え、詩的に描かれていく。
ポスタービジュアルは漫画家の鉢本が担当した。
映画監督の髙原秀和は「国映ピンクや70-80年代の日本の青春映画の系譜」と論評。出演者の一人である川瀬陽太は「神代辰巳への愛が溢れ出た力作」と作品を評した。
映画ライターの後藤健児は「往年のピンク映画の匂いが漂いながらも新しい風を吹かせるフレッシュな作品」と評している。
同じく映画評論家の切通理作は「物語は三角関係に進むかに見えながら、後半そこは宙吊りのまま晴彦と愛子はよるべない逃避行に。物語の決着よりタガが外れていく浮遊感がどこか心地よくもある」と論じた。

## ストーリー
中学時代の同級生の葬儀のため、東京で夢破れた愛子が地元に帰ってきた。そこでかつて彼女に想いを寄せていた男・晴彦と再会。片思いしていた過去を告白される。実家とも仲違いしているためボーリング場でアルバイトし、一人暮らしをすることにした愛子。人々の距離の近さに生きづらさを感じつつも、平凡な日常を楽しんでいた。しかし通勤用の自転車のサドルが盗まれ、母親が倒れたことが伝えられ、日常に変化が訪れる。
交際していたと思っていた晴彦は職場の同僚・ユキを妊娠させたことで、彼女と結婚するという。
「愛は終わるし、夢は叶わない。今この瞬間が繋がりあえているだけで十分。それ以上なんて高望み」。

## 登場人物
田町愛子
演 - 水川潤
東京から田舎に戻ってきた30歳の女性。1992年生まれ。都心で具体的に何をしていたのかは描かれないが、母いわく「好きなことを仕事にして自慢の娘」。しかし挫折を経験し地元で一人暮らしを始める。理由は不明だが、東京での元恋人に追われている。
新宿ユキ
演 - 八木奈々
四谷の文通相手。市役所観光課に途中採用される。ペンネームは神奈川の出目金。同僚の話によると、両親は裕福でお屋敷持ち。
岡崎さやか
演 - 横山夏希
後述の岡崎の妻。愛子に注意を告げる。
四谷晴彦
演 - マツザキショウヘイ
田舎町・みなみ市役所の観光課職員。同僚に「四谷怪談」とあだ名をつけられるほど役所内でもミステリアスな存在として揶揄されており、市のホームページの更新、保守管理を担当。文鳥を飼っており、ペンネーム「文鳥」として文通している。
神田直樹
演 - 可児正光
東京の男。理由は不明だが別れた後も愛子を追いかけ、探している。
大沼課長
演 - 江尻健司
市役所の役員。
市役所同僚
演 - 赤羽一真
市役所同僚
演 - 川瀬絵梨
市役所同僚
演 - 加藤絵莉
市役所同僚
演 - ほたる
女友達
演 - 杉浦檸檬
女友達
演 - 豊岡んみ
医師
演 - モリマサ
おじさん
演 - 森羅万象
地元の人。
おばさん
演 - しじみ
地元の人。
おばさん
演 - 長谷川千紗
地元の人。
遥子の母
演 - 佐倉萌
地元の人。
岡崎慎也
演 - 関幸治
自動車教習所教官。愛子に言い寄る。
高野文夫
演 - 川瀬陽太
ボーリング店店長。

## 音楽

### エンディングテーマ
- 富山優子「この世の果て」（作詞作曲：富山優子『僕らの時代』収録）

## スタッフ
- 監督：木村緩菜
- 脚本：木村緩菜
- 撮影監督：春木康輔
- 録音：寒川聖美
- 整音：寒川聖美
- 特殊メイク：ビューティ★佐口
- 編集：宮島竜治
- 音楽：富山優子
- 仕上げ担当：渡辺拓人
- ラインプロデューサー：江尻大
- 助監督：江尻大
- 監督助手：可児正光 小西康介
- 美術協力：鈴木聖菜
- 衣装協力：馬場恭子
- ポスタースチール：本田あきら
- 現場スチール：須藤未悠
- 制作応援：野口聖太朗 尾形卓朗 増子拓真
- 制作：木村映像
- 提供：オーピー映画